# Diplycosia trinervia
Diplycosia trinervia là một loài thực vật có hoa trong họ Thạch nam. Loài này được Elmer mô tả khoa học đầu tiên năm 1911.